# Elasmus mexicanus
Elasmus mexicanus är en stekelart som beskrevs av Girault 1915. Elasmus mexicanus ingår i släktet Elasmus och familjen finglanssteklar. Inga underarter finns listade i Catalogue of Life.